# Trípoli (Líbano)
Trípoli (en árabe: طرابلس‎ Tarábulus, popularmente Trablos) es una ciudad de Líbano, capital de la gobernación del Norte y del distrito de Trípoli. Se encuentra a unos 85 km al norte de Beirut.

## Geografía
La ciudad limita con El Mina, el puerto del distrito de Trípoli. situada al norte de Batroun y el cabo de Litoprosopon, es el puerto que está más al este de Líbano. Cercanas a la costa se encuentran un grupo de cuatro islas pequeñas, las únicas de Líbano. La mayor, conocida como la isla de las palmeras o de los conejos es una reserva natural que alberga caguamas y especies poco comunes de aves. Ha sido declarada área protegida por UNESCO en 1992, por lo que acampar, prender fuego y otro tipo de actividades antiecológicas están prohibidas.
| Parámetros climáticos promedio de Trípoli, Líbano | Parámetros climáticos promedio de Trípoli, Líbano | Parámetros climáticos promedio de Trípoli, Líbano | Parámetros climáticos promedio de Trípoli, Líbano | Parámetros climáticos promedio de Trípoli, Líbano | Parámetros climáticos promedio de Trípoli, Líbano | Parámetros climáticos promedio de Trípoli, Líbano | Parámetros climáticos promedio de Trípoli, Líbano | Parámetros climáticos promedio de Trípoli, Líbano | Parámetros climáticos promedio de Trípoli, Líbano | Parámetros climáticos promedio de Trípoli, Líbano | Parámetros climáticos promedio de Trípoli, Líbano | Parámetros climáticos promedio de Trípoli, Líbano | Parámetros climáticos promedio de Trípoli, Líbano |
| Mes                                               | Ene.                                              | Feb.                                              | Mar.                                              | Abr.                                              | May.                                              | Jun.                                              | Jul.                                              | Ago.                                              | Sep.                                              | Oct.                                              | Nov.                                              | Dic.                                              | Anual                                             |
| ------------------------------------------------- | ------------------------------------------------- | ------------------------------------------------- | ------------------------------------------------- | ------------------------------------------------- | ------------------------------------------------- | ------------------------------------------------- | ------------------------------------------------- | ------------------------------------------------- | ------------------------------------------------- | ------------------------------------------------- | ------------------------------------------------- | ------------------------------------------------- | ------------------------------------------------- |
| Temp. máx. media (°C)                             | 17                                                | 17                                                | 19                                                | 21                                                | 25                                                | 27                                                | 29                                                | 30                                                | 30                                                | 27                                                | 24                                                | 19                                                | 24                                                |
| Temp. media (°C)                                  | 12.0                                              | 12.9                                              | 14.1                                              | 17.2                                              | 20.3                                              | 24.0                                              | 23.4                                              | 26.0                                              | 25.5                                              | 22.3                                              | 17.8                                              | 13.6                                              | 19.1                                              |
| Temp. mín. media (°C)                             | 10                                                | 10                                                | 11                                                | 14                                                | 17                                                | 20                                                | 22                                                | 23                                                | 22                                                | 19                                                | 15                                                | 11                                                | 16                                                |
| Precipitación total (mm)                          | 190                                               | 110                                               | 104                                               | 44                                                | 16                                                | 1                                                 | 0                                                 | 0                                                 | 12                                                | 23                                                | 101                                               | 144                                               | 745                                               |
| Humedad relativa (%)                              | 69                                                | 72                                                | 70                                                | 74                                                | 76                                                | 75                                                | 75                                                | 73                                                | 69                                                | 69                                                | 66                                                | 72                                                | 72                                                |
| Fuente: Arab Meteorology Book                     |                                                   |                                                   |                                                   |                                                   |                                                   |                                                   |                                                   |                                                   |                                                   |                                                   |                                                   |                                                   |                                                   |

## Historia

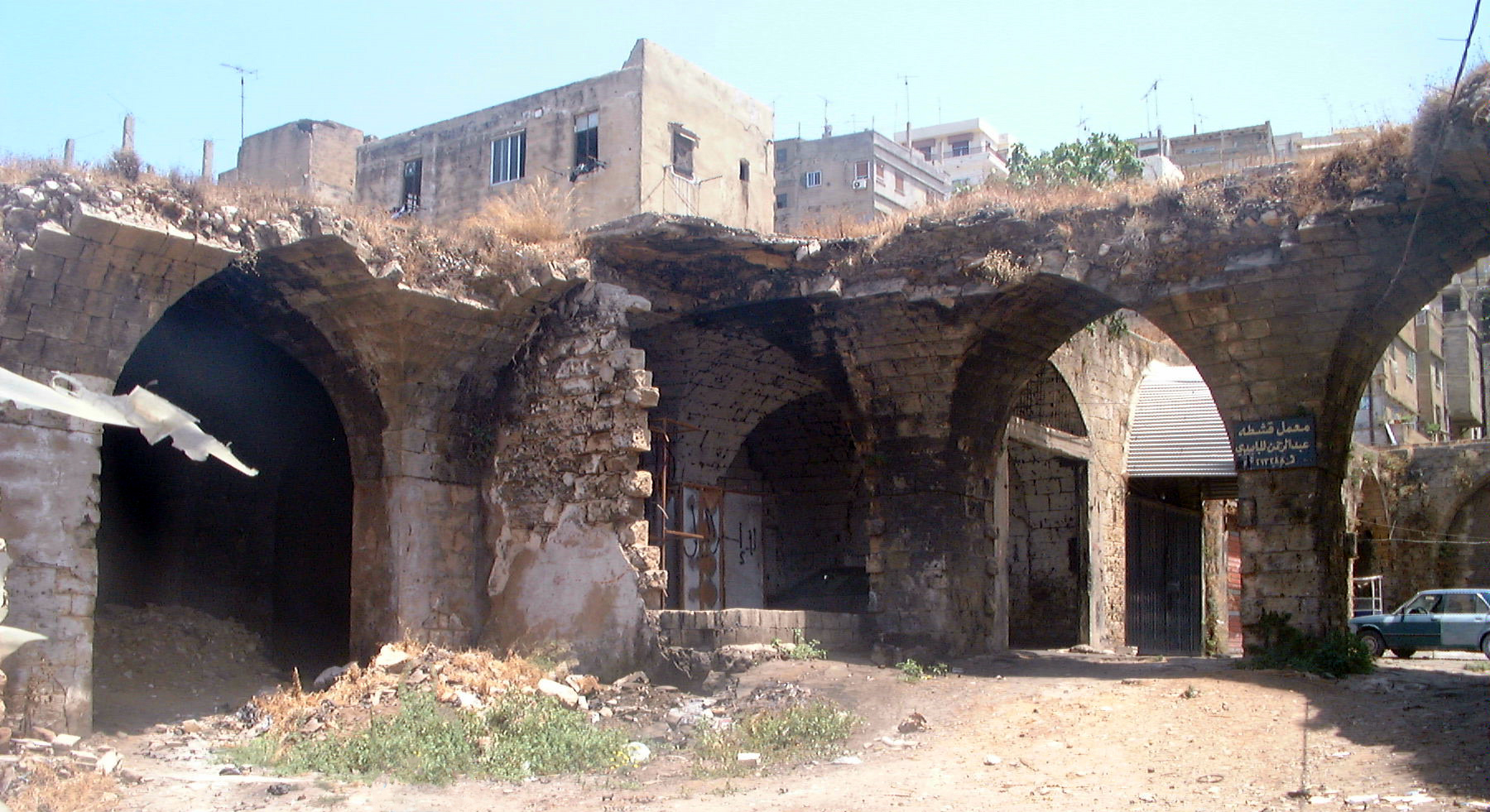
Ruinas del viejo Trípoli

Existe evidencia de asentamientos que datan desde 1400 a. C.. En el siglo IX a. C. los fenicios establecieron una estación comercial en Trípoli, más tarde bajo poder del Imperio persa, la ciudad se convirtió en centro de la confederación de los Estados fenicios de Sidón, Tiro y Ruad. 
En la antigüedad fue centro de la confederación fenicia que formaba con otros distritos: Tiro, Sidón y Ruad, siendo este concepto el origen del topónimo ya que Trípoli significa ciudad triple en griego. Después estaría bajo el control de otras culturas como los imperios asirio, persa, romano, bizantino, los califatos, los Estados Latinos de Oriente, los mamelucos y el Imperio otomano. En el siglo XII los cruzados establecieron el Condado de Trípoli allí. 
Bajo dominio griego, Trípoli fue utilizado como astillero naval y así la ciudad pasó por un período de autonomía. Cayó bajo dominio romano alrededor del año 64 a. C. En 551 un terremoto y un maremoto destruyeron la ciudad bizantina de Trípoli junto con otras ciudades de la costa del Mediterráneo. 
Durante el califato Omeya se convirtió en un centro comercial y de construcción naval. Experimentó un período de relativa independencia durante la época Fatimí cuando sirvió como centro cultural. Los cruzados sitiaron la ciudad a comienzos del siglo XII y penetraron en ella (1109) que causó destrucción pues quemaron una famosa biblioteca llamada Dar Al ‘Ilm (La casa de la ciencia) junto con sus cientos de volúmenes. 
Durante el dominio cruzado la ciudad se convirtió en capital del Condado de Trípoli. En 1289 cayó bajo dominio Mameluco y el antiguo puerto que era parte de la ciudad fue destruido. Una nueva ciudad fue construida tierra adentro cerca del castillo antiguo. Cuando estaba bajo los otomanos entre 1516 y 1918 recuperó su importancia comercial. Trípoli junto con todo Líbano estuvo bajo mandato francés de 1920 a 1943 cuando Líbano consiguió su independencia.
En la antigüedad fue centro de la confederación fenicia que formaba con otros distritos: Tiro, Sidón y Ruad, siendo este concepto el origen del topónimo ya que Trípoli significa ciudad triple en griego. Después estaría bajo el control de otras culturas como los imperios asirio, persa, romano, bizantino, los califatos, los Estados Latinos de Oriente, los mamelucos y el Imperio otomano. En el siglo XII los cruzados establecieron el Condado de Trípoli allí. 

## Demografía
Actualmente Trípoli es la segunda ciudad y puerto más grande de Líbano contando con 500 000 habitantes aproximadamente. La mayoría son musulmanes sunitas (80 %), el resto son pequeñas comunidades cristianas y musulmanas alauitas.

## Política
El principal partido político es el Movimiento del Futuro.[cita requerida]

## Ciudades hermanas
- Nápoles (Italia)
- Damasco (Siria)
- Lárnaca (Chipre)
- Faro (Portugal) (Portugal)